# Драфт НФЛ 2024
Восемьдесят девятый драфт Национальной футбольной лиги пройдёт с 25 по 27 апреля 2024 года в Детройте в штате Мичиган. Основными площадками мероприятия стали парк Кампус-Маршас и Харт-Плаза в центре города.
Церемония драфта состоит из семи раундов, по ходу которых клубами лиги будет выбрано 257 игроков. Право первого выбора на драфте принадлежит клубу «Чикаго Беарс», оно было получено годом ранее в результате обмена с «Каролиной Пэнтерс».

## Организация и мероприятия

Строительство сцены в Кампус-Маршас.

О решении провести драфт в Детройте было объявлено в марте 2022 года. В борьбе за это право город опередил Грин-Бэй и Вашингтон. Тогда же основными площадками мероприятия выбрали парк Кампус-Маршас и площадь Харт-Плаза в центре города. В апреле 2024 года организаторы сообщили, что ожидают до 400 тысяч гостей. За несколько недель до мероприятия для проведения работ по возведению сцены были закрыты улицы Фармерс, Монро, Бейтс и Рэндолф, позднее перекрыли ряд других улиц города. Для болельщиков будут организованы бесплатные концерты с участием Биг Шона, Баззи и Молодёжного хора Детройта. Различные мероприятия для болельщиков пройдут в Бикон-парке, исторических районах Кэпитол-парк и Гранд-Секус-парк, а также вдоль Вудвард-авеню. Среди них автограф-сессии с участием звёзд НФЛ, выставка Зала славы профессионального футбола и возможность проверить себя в различных упражнениях.

## Регламент драфта
Первый раунд драфта пройдёт 25 апреля, начало церемонии запланировано на 20:00 по местному времени. На объявление своего выбора командам отводится по 10 минут. Во второй день состоятся второй и третий раунды, он начнётся в 19:00. На выбор в этих раундах даётся по 7 минут. Третий день драфта, включающий раунды с четвёртого по седьмой, откроется в полдень. В раундах с четвёртого по шестой у команд на выбор будет по 5 минут, в седьмом раунде 4 минуты.

## Порядок выбора
Очерёдность выбора игроков определялась результатами сезона 2023 года. По его итогам худшей командой стала «Каролина Пэнтерс», но годом ранее клуб обменял свой выбор в первом раунде в «Чикаго Беарс». Порядок выбора был опубликован лигой 8 марта 2024 года. Клуб «Сан-Франциско Форти Найнерс» был перемещён на четыре позиции ниже в четвёртом раунде из-за ошибки в платёжной ведомости, клуб «Майами Долфинс» был лишён выбора в третьем раунде по итогам расследования нарушений целостности игры. Четырнадцать клубов получили компенсационные выборы в раундах с третьего по седьмой. Они распределялись с учётом уровня игроков, вышедших на рынок свободных агентов, а также как поощрение за переход тренеров из числа представителей национальных меньшинств на вышестоящие должности.

## Список выбранных игроков
Под общим первым номером «Чикаго Беарс» выбрали квотербека Калеба Уильямса из Южно-Калифорнийского университета. Следом за ним подряд было задрафтовано ещё два игрока этого амплуа, а всего в первом раунде клубы выбрали шесть квотербеков, повторив рекордный показатель 1983 года. Главной сенсацией первого дня стал выбор квотербека Майкла Пеникса, перенёсшего по ходу студенческой карьеры несколько серьёзных травм. «Атланта» задрафтовала его под общим восьмым номером. При этом в межсезонье клуб подписал крупный контракт с Кирком Казинсом. Впервые в истории драфта первые четырнадцать выбранных игроков представляли нападение. Всего же в первом раунде клубы задрафтовали 23 игрока атаки, установив новый рекорд.
Знаком «*» отмечены компенсационные выборы, в графе «Примечания» приведены данные об обменах выборами на драфте в случае их осуществления
| Раунд | Пик  | Команда                     | Игрок                                                              | Позиция                                                            | Колледж                                                            | Примечания                                                         |
| ----- | ---- | --------------------------- | ------------------------------------------------------------------ | ------------------------------------------------------------------ | ------------------------------------------------------------------ | ------------------------------------------------------------------ |
| 1     | 1    | Чикаго Беарс                | Калеб Уильямс                                                      | QB                                                                 | ЮСК                                                                | обмен с «Каролиной»                                                |
| 1     | 2    | Вашингтон Коммандерс        | Джейден Дэниелс                                                    | QB                                                                 | ЛСЮ                                                                |                                                                    |
| 1     | 3    | Нью-Ингленд Пэтриотс        | Дрейк Мэй                                                          | QB                                                                 | Северная Каролина                                                  |                                                                    |
| 1     | 4    | Аризона Кардиналс           | Марвин Харрисон                                                    | WR                                                                 | Огайо Стейт                                                        |                                                                    |
| 1     | 5    | Лос-Анджелес Чарджерс       | Джо Олт                                                            | OT                                                                 | Нотр-Дам                                                           |                                                                    |
| 1     | 6    | Нью-Йорк Джайентс           | Малик Нейберс                                                      | WR                                                                 | ЛСЮ                                                                |                                                                    |
| 1     | 7    | Теннесси Тайтенс            | Джей Си Лейтем                                                     | OT                                                                 | Алабама                                                            |                                                                    |
| 1     | 8    | Атланта Фэлконс             | Майкл Пеникс                                                       | QB                                                                 | Вашингтон                                                          |                                                                    |
| 1     | 9    | Чикаго Беарс                | Роме Одунзе                                                        | WR                                                                 | Вашингтон                                                          |                                                                    |
| 1     | 10   | Миннесота Вайкингс          | Джей Джей Маккарти                                                 | QB                                                                 | Мичиган                                                            | обмен с «Нью-Йорк Джетс»                                           |
| 1     | 11   | Нью-Йорк Джетс              | Олу Фашану                                                         | OT                                                                 | Пенн Стейт                                                         | обмен с «Миннесотой»                                               |
| 1     | 12   | Денвер Бронкос              | Бо Никс                                                            | QB                                                                 | Орегон                                                             |                                                                    |
| 1     | 13   | Лас-Вегас Рэйдерс           | Брок Бауэрс                                                        | TE                                                                 | Джорджия                                                           |                                                                    |
| 1     | 14   | Нью-Орлеан Сэйнтс           | Талисе Фуага                                                       | OT                                                                 | Орегон Стейт                                                       |                                                                    |
| 1     | 15   | Индианаполис Колтс          | Лаиату Лату                                                        | DE                                                                 | УКЛА                                                               |                                                                    |
| 1     | 16   | Сиэтл Сихокс                | Байрон Мерфи                                                       | DT                                                                 | Техас                                                              |                                                                    |
| 1     | 17   | Миннесота Вайкингс          | Даллас Тернер                                                      | LB                                                                 | Алабама                                                            | обмен с «Джэксонвиллом»                                            |
| 1     | 18   | Цинциннати Бенгалс          | Амариус Мимс                                                       | OT                                                                 | Джорджия                                                           |                                                                    |
| 1     | 19   | Лос-Анджелес Рэмс           | Джаред Верс                                                        | DE                                                                 | Флорида Стейт                                                      |                                                                    |
| 1     | 20   | Питтсбург Стилерз           | Трой Фаутану                                                       | OT                                                                 | Вашингтон                                                          |                                                                    |
| 1     | 21   | Майами Долфинс              | Чоп Робинсон                                                       | DE                                                                 | Пенн Стейт                                                         |                                                                    |
| 1     | 22   | Филадельфия Иглз            | Киньон Митчелл                                                     | CB                                                                 | Толидо                                                             |                                                                    |
| 1     | 23   | Джэксонвилл Джагуарс        | Брайан Томас                                                       | WR                                                                 | ЛСЮ                                                                | обмен с «Миннесотой»                                               |
| 1     | 24   | Детройт Лайонс              | Террион Арнолд                                                     | CB                                                                 | Алабама                                                            | обмен с «Далласом»                                                 |
| 1     | 25   | Грин-Бэй Пэкерс             | Джордан Морган                                                     | OT                                                                 | Аризона                                                            |                                                                    |
| 1     | 26   | Тампа-Бэй Бакканирс         | Грэм Бартон                                                        | C                                                                  | Дьюк                                                               |                                                                    |
| 1     | 27   | Аризона Кардиналс           | Дариус Робинсон                                                    | DE                                                                 | Миссури                                                            | обмен с «Хьюстоном»                                                |
| 1     | 28   | Канзас-Сити Чифс            | Завьер Уорти                                                       | WR                                                                 | Техас                                                              | обмен с «Баффало»                                                  |
| 1     | 29   | Даллас Каубойс              | Тайлер Гайтон                                                      | OT                                                                 | Оклахома                                                           | обмен с «Детройтом»                                                |
| 1     | 30   | Балтимор Рэйвенс            | Нейт Уиггинс                                                       | CB                                                                 | Клемсон                                                            |                                                                    |
| 1     | 31   | Сан-Франциско Форти Найнерс | Рикки Пирсолл                                                      | WR                                                                 | Флорида                                                            |                                                                    |
| 1     | 32   | Каролина Пэнтерс            | Завьер Легетт                                                      | WR                                                                 | Южная Каролина                                                     | обмен с «Баффало»                                                  |
| 2     | 33   | Баффало Биллс               | Кеон Коулмен                                                       | WR                                                                 | Флорида Стейт                                                      | обмен с «Каролиной»                                                |
| 2     | 34   | Лос-Анджелес Чарджерс       | Лэдд Макконки                                                      | WR                                                                 | Джорджия                                                           | обмен с «Нью-Инглендом»                                            |
| 2     | 35   | Атланта Фэлконс             | Рук Оророро                                                        | DT                                                                 | Клемсон                                                            | обмен с «Аризоной»                                                 |
| 2     | 36   | Вашингтон Коммандерс        | Джержан Ньютон                                                     | DT                                                                 | Иллинойс                                                           |                                                                    |
| 2     | 37   | Нью-Ингленд Пэтриотс        | Джейлинн Полк                                                      | WR                                                                 | Вашингтон                                                          | обмен с «Лос-Анджелес Чарджерс»                                    |
| 2     | 38   | Теннесси Тайтенс            | Тивондре Суэт                                                      | DT                                                                 | Техас                                                              |                                                                    |
| 2     | 39   | Лос-Анджелес Рэмс           | Брейден Фиск                                                       | DT                                                                 | Флорида Стейт                                                      | обмен с «Каролиной»                                                |
| 2     | 40   | Филадельфия Иглз            | Купер Деджин                                                       | CB                                                                 | Айова                                                              | обмен с «Вашингтоном»                                              |
| 2     | 41   | Нью-Орлеан Сэйнтс           | Кул-Эйд Маккинстри                                                 | CB                                                                 | Алабама                                                            | обмен с «Грин-Бэй»                                                 |
| 2     | 42   | Хьюстон Тексанс             | Камари Ласситер                                                    | CB                                                                 | Джорджия                                                           | обмен с «Миннесотой»                                               |
| 2     | 43   | Аризона Кардиналс           | Макс Мелтон                                                        | CB                                                                 | Ратгерс                                                            | обмен с «Атлантой»                                                 |
| 2     | 44   | Лас-Вегас Рэйдерс           | Джексон Пауэрс-Джонсон                                             | C                                                                  | Орегон                                                             |                                                                    |
| 2     | 45   | Грин-Бэй Пэкерс             | Эджеррин Купер                                                     | LB                                                                 | Техас A&M                                                          | обмен с «Нью-Орлеаном»                                             |
| 2     | 46   | Каролина Пэнтерс            | Джонатан Брукс                                                     | RB                                                                 | Техас                                                              | обмен с «Индианаполисом»                                           |
| 2     | 47   | Нью-Йорк Джайентс           | Тайлер Ньюбин                                                      | S                                                                  | Миннесота                                                          | обмен с «Сиэтлом»                                                  |
| 2     | 48   | Джэксонвилл Джагуарс        | Мейсон Смит                                                        | DT                                                                 | ЛСЮ                                                                |                                                                    |
| 2     | 49   | Цинциннати Бенгалс          | Крис Дженкинс                                                      | DT                                                                 | Мичиган                                                            |                                                                    |
| 2     | 50   | Вашингтон Коммандерс        | Майк Сейнристил                                                    | CB                                                                 | Мичиган                                                            | обмен с «Филадельфией»                                             |
| 2     | 51   | Питтсбург Стилерз           | Зак Фрейзер                                                        | C                                                                  | Западная Виргиния                                                  |                                                                    |
| 2     | 52   | Индианаполис Колтс          | Адонай Митчелл                                                     | WR                                                                 | Техас                                                              | обмен с «Каролиной»                                                |
| 2     | 53   | Вашингтон Коммандерс        | Бен Синнот                                                         | TE                                                                 | Канзас Стейт                                                       | обмен с «Филадельфией»                                             |
| 2     | 54   | Кливленд Браунс             | Майкл Холл                                                         | DT                                                                 | Огайо Стейт                                                        |                                                                    |
| 2     | 55   | Майами Долфинс              | Патрик Пол                                                         | OT                                                                 | Хьюстон                                                            |                                                                    |
| 2     | 56   | Даллас Каубойс              | Маршон Ниленд                                                      | DE                                                                 | Западный Мичиган                                                   |                                                                    |
| 2     | 57   | Тампа-Бэй Бакканирс         | Крис Брасуэлл                                                      | DE                                                                 | Алабама                                                            |                                                                    |
| 2     | 58   | Грин-Бэй Пэкерс             | Джавон Буллард                                                     | S                                                                  | Джорджия                                                           |                                                                    |
| 2     | 59   | Хьюстон Тексанс             | Блейк Фишер                                                        | OT                                                                 | Нотр-Дам                                                           |                                                                    |
| 2     | 60   | Баффало Биллс               | Коул Бишоп                                                         | S                                                                  | Юта                                                                |                                                                    |
| 2     | 61   | Детройт Лайонс              | Эннис Рейкстро                                                     | CB                                                                 | Миссури                                                            |                                                                    |
| 2     | 62   | Балтимор Рэйвенс            | Роджер Розенгартен                                                 | OT                                                                 | Вашингтон                                                          |                                                                    |
| 2     | 63   | Канзас-Сити Чифс            | Кингсли Суаматайя                                                  | OT                                                                 | Бригам Янг                                                         | обмен с «Сан-Франциско»                                            |
| 2     | 64   | Сан-Франциско Форти Найнерс | Ренардо Грин                                                       | CB                                                                 | Флорида Стейт                                                      | обмен с «Канзас-Сити»                                              |
| 3     | 65   | Нью-Йорк Джетс              | Малакай Корли                                                      | WR                                                                 | Западный Кентукки                                                  | обмен с «Каролиной»                                                |
| 3     | 66   | Аризона Кардиналс           | Трей Бенсон                                                        | RB                                                                 | Флорида Стейт                                                      |                                                                    |
| 3     | 67   | Вашингтон Коммандерс        | Брэндон Коулмен                                                    | G                                                                  | ТХУ                                                                |                                                                    |
| 3     | 68   | Нью-Ингленд Пэтриотс        | Кейден Уоллес                                                      | OT                                                                 | Пенн Стейт                                                         |                                                                    |
| 3     | 69   | Лос-Анджелес Чарджерс       | Джуниор Колсон                                                     | LB                                                                 | Мичиган                                                            |                                                                    |
| 3     | 70   | Нью-Йорк Джайентс           | Эндрю Филлипс                                                      | CB                                                                 | Кентукки                                                           |                                                                    |
| 3     | 71   | Аризона Кардиналс           | Айзейя Адамс                                                       | G                                                                  | Иллинойс                                                           | обмен с «Теннесси»                                                 |
| 3     | 72   | Каролина Пэнтерс            | Тревин Уоллес                                                      | LB                                                                 | Кентукки                                                           | обмен с «Нью-Йорк Джетс»                                           |
| 3     | 73   | Даллас Каубойс              | Купер Биби                                                         | G                                                                  | Канзас Стейт                                                       | обмен с «Детройтом»                                                |
| 3     | 74   | Атланта Фэлконс             | Брейлен Трайс                                                      | LB                                                                 | Вашингтон                                                          |                                                                    |
| 3     | 75   | Чикаго Беарс                | Киран Амегаджи                                                     | OT                                                                 | Йель                                                               |                                                                    |
| 3     | 76   | Денвер Бронкос              | Джона Эллис                                                        | DE                                                                 | Юта                                                                |                                                                    |
| 3     | 77   | Лас-Вегас Рэйдерс           | Делмар Глейз                                                       | OT                                                                 | Мэриленд                                                           |                                                                    |
| 3     | 78   | Хьюстон Тексанс             | Кейлен Буллок                                                      | S                                                                  | ЮСК                                                                | обмен с «Филадельфией»                                             |
| 3     | 79   | Индианаполис Колтс          | Мэтт Гонсалвес                                                     | OT                                                                 | Питтсбург                                                          | обмен с «Аризоной»                                                 |
| 3     | 80   | Цинциннати Бенгалс          | Джермейн Бертон                                                    | WR                                                                 | Алабама                                                            |                                                                    |
| 3     | 81   | Сиэтл Сихокс                | Кристиан Хейнс                                                     | G                                                                  | Коннектикут                                                        | обмен с «Денвером»                                                 |
| 3     | 82   | Аризона Кардиналс           | Тип Рейман                                                         | TE                                                                 | Иллинойс                                                           | обмен с «Индианаполисом»                                           |
| 3     | 83   | Лос-Анджелес Рэмс           | Блейк Корум                                                        | RB                                                                 | Мичиган                                                            |                                                                    |
| 3     | 84   | Питтсбург Стилерз           | Роман Уилсон                                                       | WR                                                                 | Мичиган                                                            |                                                                    |
| 3     | 85   | Кливленд Браунс             | Зак Зинтер                                                         | G                                                                  | Мичиган                                                            |                                                                    |
| 3     | —    | Майами Долфинс              | клуб лишён выбора за нарушение политики НФЛ в отношении тамперинга | клуб лишён выбора за нарушение политики НФЛ в отношении тамперинга | клуб лишён выбора за нарушение политики НФЛ в отношении тамперинга | клуб лишён выбора за нарушение политики НФЛ в отношении тамперинга |
| 3     | 86   | Сан-Франциско Форти Найнерс | Доминик Пуни                                                       | G                                                                  | Канзас                                                             | обмен с «Филадельфией»                                             |
| 3     | 87   | Даллас Каубойс              | Марист Лиуфау                                                      | LB                                                                 | Нотр-Дам                                                           |                                                                    |
| 3     | 88   | Грин-Бэй Пэкерс             | Маршон Ллойд                                                       | RB                                                                 | ЮСК                                                                |                                                                    |
| 3     | 89   | Тампа-Бэй Бакканирс         | Тайки Смит                                                         | S                                                                  | Джорджия                                                           |                                                                    |
| 3     | 90   | Аризона Кардиналс           | Элайджа Джонс                                                      | CB                                                                 | Бостон Колледж                                                     | обмен с «Хьюстоном»                                                |
| 3     | 91   | Грин-Бэй Пэкерс             | Тайрон Хоппер                                                      | LB                                                                 | Миссури                                                            | обмен с «Баффало»                                                  |
| 3     | 92   | Тампа-Бэй Бакканирс         | Джейлен Макмиллан                                                  | WR                                                                 | Вашингтон                                                          | обмен с «Детройтом»                                                |
| 3     | 93   | Балтимор Рэйвенс            | Адиса Айзек                                                        | DE                                                                 | Пенн Стейт                                                         |                                                                    |
| 3     | 94   | Филадельфия Иглз            | Джейликс Хант                                                      | DE                                                                 | Хьюстон Крисчен                                                    | обмен с «Сан-Франциско»                                            |
| 3     | 95   | Баффало Биллс               | Дуэйн Картер                                                       | DT                                                                 | Дьюк                                                               | обмен с «Канзас-Сити»                                              |
| 3     | 96*  | Джэксонвилл Джагуарс        | Джарриан Джонс                                                     | CB                                                                 | Флорида Стейт                                                      |                                                                    |
| 3     | 97*  | Цинциннати Бенгалс          | Маккинли Джексон                                                   | DT                                                                 | Техас A&M                                                          |                                                                    |
| 3     | 98*  | Питтсбург Стилерз           | Пейтон Уилсон                                                      | LB                                                                 | Эн Си Стейт                                                        | обмен с «Филадельфией»                                             |
| 3     | 99*  | Лос-Анджелес Рэмс           | Камрен Кинченс                                                     | S                                                                  | Майами                                                             | резолюция JC-2A                                                    |
| 3     | 100* | Вашингтон Коммандерс        | Люк Маккэффри                                                      | WR                                                                 | Райс                                                               | резолюция JC-2A обмен с «Сан-Франциско»                            |
| 4     | 101  | Каролина Пэнтерс            | Джатейвион Сандерс                                                 | TE                                                                 | Техас                                                              |                                                                    |
| 4     | 102  | Денвер Бронкос              | Трой Франклин                                                      | WR                                                                 | Орегон                                                             | обмен с «Сиэтлом»                                                  |
| 4     | 103  | Нью-Ингленд Пэтриотс        | Лейден Робинсон                                                    | G                                                                  | Техас A&M                                                          |                                                                    |
| 4     | 104  | Аризона Кардиналс           | Дедрион Тейлор-Демерсон                                            | S                                                                  | Техас Тек                                                          |                                                                    |
| 4     | 105  | Лос-Анджелес Чарджерс       | Джастин Эбоигбе                                                    | DT                                                                 | Алабама                                                            |                                                                    |
| 4     | 106  | Теннесси Тайтенс            | Седрик Грей                                                        | LB                                                                 | Северная Каролина                                                  |                                                                    |
| 4     | 107  | Нью-Йорк Джайентс           | Тео Джонсон                                                        | TE                                                                 | Пенн Стейт                                                         |                                                                    |
| 4     | 108  | Миннесота Вайкингс          | Кайри Джексон                                                      | CB                                                                 | Орегон                                                             |                                                                    |
| 4     | 109  | Атланта Фэлконс             | Брэндон Дорлус                                                     | DT                                                                 | Орегон                                                             |                                                                    |
| 4     | 110  | Нью-Ингленд Пэтриотс        | Джавон Бейкер                                                      | WR                                                                 | Центральная Флорида                                                | обмен с «Лос-Анджелес Чарджерс»                                    |
| 4     | 111  | Грин-Бэй Пэкерс             | Эван Уильямс                                                       | S                                                                  | Орегон                                                             | обмен с «Нью-Йорк Джетс»                                           |
| 4     | 112  | Лас-Вегас Рэйдерс           | Декамерион Ричардсон                                               | CB                                                                 | Миссисипи Стейт                                                    |                                                                    |
| 4     | 113  | Балтимор Рэйвенс            | Девонтез Уокер                                                     | WR                                                                 | Северная Каролина                                                  | обмен с «Нью-Йорк Джетс»                                           |
| 4     | 114  | Джэксонвилл Джагуарс        | Джавон Фостер                                                      | OT                                                                 | Миссури                                                            |                                                                    |
| 4     | 115  | Цинциннати Бенгалс          | Эрик Олл                                                           | TE                                                                 | Айова                                                              |                                                                    |
| 4     | 116  | Джэксонвилл Джагуарс        | Джордан Джефферсон                                                 | DT                                                                 | ЛСЮ                                                                | обмен с «Нью-Орлеаном»                                             |
| 4     | 117  | Индианаполис Колтс          | Танор Бортолини                                                    | C                                                                  | Висконсин                                                          |                                                                    |
| 4     | 118  | Сиэтл Сихокс                | Тайрис Найт                                                        | LB                                                                 | УТЭП                                                               |                                                                    |
| 4     | 119  | Питтсбург Стилерз           | Мейсон Маккормик                                                   | G                                                                  | Южная Дакота Стейт                                                 |                                                                    |
| 4     | 120  | Майами Долфинс              | Джейлен Райт                                                       | RB                                                                 | Теннесси                                                           | обмен с «Филадельфией»                                             |
| 4     | 121  | Сиэтл Сихокс                | Эй Джей Барнер                                                     | TE                                                                 | Мичиган                                                            | обмен с «Денвером»                                                 |
| 4     | 122  | Чикаго Беарс                | Тори Тейлор                                                        | P                                                                  | Айова                                                              | обмен с «Филадельфией»                                             |
| 4     | 123  | Хьюстон Тексанс             | Кейд Стовер                                                        | TE                                                                 | Огайо Стейт                                                        | обмен с «Филадельфией»                                             |
| 4     | 124  | Сан-Франциско Форти Найнерс | Малик Мустафа                                                      | S                                                                  | Уэйк Форест                                                        | обмен с «Далласом»                                                 |
| 4     | 125  | Тампа-Бэй Бакканирс         | Баки Ирвинг                                                        | RB                                                                 | Орегон                                                             |                                                                    |
| 4     | 126  | Детройт Лайонс              | Джованни Ману                                                      | OT                                                                 | Бритиш Коламбия                                                    | обмен с «Нью-Йорк Джетс»                                           |
| 4     | 127  | Филадельфия Иглз            | Уилл Шипли                                                         | RB                                                                 | Клемсон                                                            | обмен с «Хьюстоном»                                                |
| 4     | 128  | Баффало Биллс               | Рэй Дэвис                                                          | RB                                                                 | Кентукки                                                           |                                                                    |
| 4     | 129  | Сан-Франциско Форти Найнерс | Айзек Герендо                                                      | RB                                                                 | Луисвилл                                                           | обмен с «Нью-Йорк Джетс»                                           |
| 4     | 130  | Балтимор Рэйвенс            | Ти Джей Тампа                                                      | CB                                                                 | Айова Стейт                                                        |                                                                    |
| 4     | 131  | Канзас-Сити Чифс            | Джаред Уайли                                                       | TE                                                                 | ТХУ                                                                |                                                                    |
| 4     | 132* | Детройт Лайонс              | Сионе Ваки                                                         | RB                                                                 | Юта                                                                | обмен с «Филадельфией»                                             |
| 4     | 133* | Канзас-Сити Чифс            | Джейден Хикс                                                       | S                                                                  | Вашингтон Стейт                                                    | обмен с «Баффало»                                                  |
| 4     | 134* | Нью-Йорк Джетс              | Брейлон Аллен                                                      | RB                                                                 | Висконсин                                                          | обмен с «Балтимором»                                               |
| 4     | 135  | Сан-Франциско Форти Найнерс | Джейкоб Коуинг                                                     | WR                                                                 | Аризона                                                            | клуб перемещён на четыре позиции вниз                              |
| 5     | 136  | Сиэтл Сихокс                | Неемия Притчетт                                                    | CB                                                                 | Оберн                                                              | обмен с «Денвером»                                                 |
| 5     | 137  | Лос-Анджелес Чарджерс       | Тариб Стилл                                                        | CB                                                                 | Мэриленд                                                           | обмен с «Нью-Инглендом»                                            |
| 5     | 138  | Аризона Кардиналс           | Завьер Томас                                                       | DE                                                                 | Клемсон                                                            |                                                                    |
| 5     | 139  | Вашингтон Коммандерс        | Джордан Маги                                                       | LB                                                                 | Темпл                                                              |                                                                    |
| 5     | 140  | Лос-Анджелес Чарджерс       | Кэм Харт                                                           | DE                                                                 | Нотр-Дам                                                           |                                                                    |
| 5     | 141  | Баффало Биллс               | Седрик ван Пран-Грейнджер                                          | C                                                                  | Джорджия                                                           | обмен с «Каролиной»                                                |
| 5     | 142  | Индианаполис Колтс          | Энтони Гулд                                                        | WR                                                                 | Орегон Стейт                                                       | обмен с «Каролиной»                                                |
| 5     | 143  | Атланта Фэлконс             | Джей Ди Бертранд                                                   | LB                                                                 | Нотр-Дам                                                           |                                                                    |
| 5     | 144  | Чикаго Беарс                | Остин Букер                                                        | DE                                                                 | Канзас                                                             | обмен с «Баффало»                                                  |
| 5     | 145  | Денвер Бронкос              | Крис Абрамс-Дрейн                                                  | CB                                                                 | Миссури                                                            | обмен с «Нью-Йорк Джетс»                                           |
| 5     | 146  | Теннесси Тайтенс            | Джарвис Браунли                                                    | CB                                                                 | Луисвилл                                                           | обмен с «Филадельфией»                                             |
| 5     | 147  | Денвер Бронкос              | Одрик Эстиме                                                       | RB                                                                 | Нотр-Дам                                                           |                                                                    |
| 5     | 148  | Лас-Вегас Рэйдерс           | Томми Эйхенберг                                                    | LB                                                                 | Огайо Стейт                                                        |                                                                    |
| 5     | 149  | Цинциннати Бенгалс          | Джош Ньютон                                                        | CB                                                                 | ТХУ                                                                |                                                                    |
| 5     | 150  | Нью-Орлеан Сэйнтс           | Спенсер Раттлер                                                    | QB                                                                 | Южная Каролина                                                     |                                                                    |
| 5     | 151  | Индианаполис Колтс          | Джейлон Карлис                                                     | S                                                                  | Миссури                                                            |                                                                    |
| 5     | 152  | Филадельфия Иглз            | Эниас Смит                                                         | WR                                                                 | Техас A&M                                                          | обмен с «Вашингтоном»                                              |
| 5     | 153  | Джэксонвилл Джагуарс        | Диантре Принс                                                      | CB                                                                 | Ол Мисс                                                            |                                                                    |
| 5     | 154  | Лос-Анджелес Рэмс           | Бреннан Джексон                                                    | DE                                                                 | Вашингтон Стейт                                                    |                                                                    |
| 5     | 155  | Филадельфия Иглз            | Джеремайя Троттер                                                  | LB                                                                 | Клемсон                                                            | обмен с «Индианаполисом»                                           |
| 5     | 156  | Кливленд Браунс             | Джамари Треш                                                       | WR                                                                 | Луисвилл                                                           | обмен с «Аризоной»                                                 |
| 5     | 157  | Каролина Пэнтерс            | Чо Смит-Уэйд                                                       | CB                                                                 | Вашингтон Стейт                                                    | обмен с «Нью-Йорк Джетс»                                           |
| 5     | 158  | Майами Долфинс              | Мохамед Камара                                                     | DE                                                                 | Колорадо Стейт                                                     |                                                                    |
| 5     | 159  | Канзас-Сити Чифс            | Хантер Нурзад                                                      | C                                                                  | Пенн Стейт                                                         | обмен с «Далласом»                                                 |
| 5     | 160  | Баффало Биллс               | Эдефуан Улофошио                                                   | LB                                                                 | Вашингтон                                                          | обмен с «Грин-Бэй»                                                 |
| 5     | 161  | Вашингтон Коммандерс        | Доминик Хэмптон                                                    | S                                                                  | Вашингтон                                                          | обмен с «Филадельфией»                                             |
| 5     | 162  | Аризона Кардиналс           | Кристиан Джонс                                                     | OT                                                                 | Техас                                                              | обмен с «Хьюстоном»                                                |
| 5     | 163  | Грин-Бэй Пэкерс             | Джейкоб Монк                                                       | C                                                                  | Дьюк                                                               | обмен с «Баффало»                                                  |
| 5     | 164  | Индианаполис Колтс          | Джейлин Симпсон                                                    | S                                                                  | Оберн                                                              | обмен с «Филадельфией»                                             |
| 5     | 165  | Балтимор Рэйвенс            | Рашин Али                                                          | RB                                                                 | Маршалл                                                            |                                                                    |
| 5     | 166  | Нью-Йорк Джайентс           | Тайрон Трейси                                                      | RB                                                                 | Пердью                                                             | обмен с «Каролиной»                                                |
| 5     | 167  | Джэксонвилл Джагуарс        | Кейлан Робинсон                                                    | RB                                                                 | Техас                                                              | обмен с «Миннесотой»                                               |
| 5     | 168* | Баффало Биллс               | Джейвон Соломон                                                    | DE                                                                 | Трой                                                               | обмен с «Грин-Бэй»                                                 |
| 5     | 169* | Грин-Бэй Пэкерс             | Китан Оладапо                                                      | S                                                                  | Орегон Стейт                                                       |                                                                    |
| 5     | 170* | Нью-Орлеан Сэйнтс           | Баб Минс                                                           | WR                                                                 | Питтсбург                                                          |                                                                    |
| 5     | 171* | Нью-Йорк Джетс              | Джордан Тревис                                                     | QB                                                                 | Флорида Стейт                                                      | обмен с «Филадельфией»                                             |
| 5     | 172* | Филадельфия Иглз            | Тревор Киган                                                       | G                                                                  | Мичиган                                                            |                                                                    |
| 5     | 173* | Нью-Йорк Джетс              | Айзейя Дэвис                                                       | RB                                                                 | Саут Дакота Стейт                                                  | обмен с «Сан-Франциско»                                            |
| 5     | 174* | Даллас Каубойс              | Кейлен Карсон                                                      | CB                                                                 | Уэйк Форест                                                        |                                                                    |
| 5     | 175* | Нью-Орлеан Сэйнтс           | Джейлан Форд                                                       | LB                                                                 | Техас                                                              |                                                                    |
| 5     | 176* | Нью-Йорк Джетс              | Куантез Стиггерс                                                   | CB                                                                 | Торонто Аргонавтс                                                  | обмен с «Сан-Франциско»                                            |

## Комментарии
1. ↑  10 марта 2023 года «Чикаго Беарс» получили выборы первого (9-й) и второго (61-й) раундов драфта 2023 года, выбор первого (1-й) раунда драфта 2024 года, выбор второго раунда драфта 2025 года и принимающего Ди Джея Мура от «Каролины», отдав выбор первого (1-й) раунда драфта 2023 года[9].
2. 1 2  25 апреля 2024 года «Миннесота Вайкингс» получили выборы первого (10-й) и седьмого (203-й) раундов драфта 2024 года от «Нью-Йорк Джетс», отдав выборы первого (11-й), четвёртого (129-й) и пятого (157-й) раундов драфта 2024 года[10].
3. 1 2 3  25 апреля 2024 года «Миннесота Вайкингс» получили выбор первого (17-й) раунда драфта 2024 года от «Джэксонвилла», отдав выборы первого (23-й) и пятого (167-й) раундов драфта 2024 года, и выборы третьего и четвёртого раундов драфта 2025 года[11].
4. 1 2 3  25 апреля 2024 года «Детройт Лайонс» получили выбор первого (24-й) раунда драфта 2024 года и выбор седьмого раунда драфта 2025 года от «Далласа», отдав выборы первого (29-й) и третьего (73-й) раундов драфта 2024 года[12].
5. 1 2  27 апреля 2023 года «Аризона Кардиналс» получили выборы первого (12-й) и второго (33-й) раундов драфта 2023 года, и выборы первого (27-й) и третьего (90-й) раундов драфта 2024 года от «Хьюстона», отдавы выборы первого (3-й) и четвёртого (105-й) раундов драфта 2023 года[13].
6. 1 2 3  25 апреля 2024 года «Канзас-Сити Чифс» получили выборы первого (28-й), четвёртого (133-й) и седьмого (248-й) раундов драфта 2024 года от «Баффало», отдав выборы первого (32-й), третьего (95-й) и седьмого (221-й) раундов драфта 2024 года[14].
7. 1 2 3  25 апреля 2024 года «Каролина Пэнтерс» получили выборы первого (32-й) и шестого (200-й) раундов драфта 2024 года от «Баффало», отдав выборы второго (33-й) и пятого (141-й) раундов драфта 2024 года[15].
8. 1 2 3 4  26 апреля 2024 года «Лос-Анджелес Чарджерс» получили выборы второго (34-й) и пятого (137-й) раундов драфта 2024 года от «Нью-Ингленда», отдав выборы второго (37-й) и четвёртого (110-й) раундов драфта 2024 года[16].
9. 1 2  26 апреля 2024 года «Атланта Фэлконс» получили выборы второго (35-й) и шестого (186-й) раундов драфта 2024 года от «Аризоны», отдав выборы второго (43-й) и третьего (79-й) раундов драфта 2024 года[17].
10. ↑  26 апреля 2024 года «Лос-Анджелес Рэмс» получили выбор второго (39-й) раунда драфта 2024 года от «Каролины», отдав выбор пятого (155-й) раунда драфта 2024 года и выбор второго раунда драфта 2025 года[18].
11. 1 2 3 4 5  26 апреля 2024 года «Филадельфия Иглз» получили выборы второго (40-й), третьего (78-й) и пятого (152-й) раундов драфта 2024 года от «Вашингтона», отдав выборы второго (50-й и 53-й) и пятого (161-й) раундов драфта 2024 года[19].
12. 1 2  26 апреля 2024 года «Нью-Орлеан Сэйнтс» получили выбор второго (41-й) раунда драфта 2024 года от «Грин-Бэй», отдав выборы второго (45-й), пятого (168-й) и шестого (190-й) раундов драфта 2024 года[20].
13. ↑  15 марта 2024 года «Хьюстон Тексанс» получили выборы второго (42-й) и шестого (188-й) раундов драфта 2024 года, и выбор второго раунда драфта 2025 года от «Миннесоты», отдав выборы первого (23-й) и седьмого (232-й) раундов драфта 2024 года [21].
14. 1 2 3  26 апреля 2024 года «Каролина Пэнтерс» получили выбор второго (46-й) раунда драфта 2024 года от «Индианаполиса», отдав выборы второго (52-й) и пятого (142-й и 155-й) раундов драфта 2024 года[22].
15. ↑  30 октября 2023 года «Нью-Йорк Джайентс» получили выбор второго (47-й) раунда драфта 2024 года и выбор пятого раунда драфта 2025 года от «Сиэтла», отдав линейного защиты Леонарда Уильямса[23].
16. 1 2  26 апреля 2024 года «Канзас-Сити Чифс» получили выборы второго (63-й) и шестого (211-й) раундов драфта 2024 года от «Сан-Франциско», отдав выборы второго (64-й) и пятого (173-й) раундов драфта 2024 года[24].
17. 1 2 3  26 апреля 2024 года «Нью-Йорк Джетс» получили выбор третьего (65-й) раунда драфта 2024 года от «Каролины», отдав выборы третьего (72-й) и пятого (157-й) раундов драфта 2024 года[25].
18. ↑  28 апреля 2023 года «Аризона Кардиналс» получили выборы второго (41-й) и третьего (72-й) раундов драфта 2023 года, и выбор третьего (71-й) раунда драфта 2024 года от «Теннесси», отдав выборы второго (33-й) и третьего (81-й) раундов драфта 2023 года[26].
19. ↑  26 апреля 2024 года «Хьюстон Тексанс» получили выбор третьего (78-й) раунда драфта 2024 года от «Филадельфии», отдав выборы третьего (86-й) и четвёртого (123-й) раундов драфта 2024 года[27].
20. 1 2  26 апреля 2024 года «Индианаполис Колтс» получили выбор третьего (79-й) раунда драфта 2024 года от «Аризоны», отдав выборы третьего (82-й) и шестого (191-й) раундов драфта 2024 года[28].
21. ↑  28 апреля 2023 года «Сиэтл Сихокс» получили выбор четвёртого (108-й) раунда драфта 2023 года и выбор третьго (81-й) раунда драфта 2024 года от «Денвера», отдав выбор третьего (83-й) раунда драфта 2023 года[29].
22. 1 2  26 апреля 2024 года «Сан-Франциско Форти Найнерс» получили выбор третьего (86-й) раунда драфта 2024 года от «Филадельфии», отдав выборы третьего (94-й) и четвёртого (132-й) раундов драфта 2024 года[31].
23. 1 2  31 октября 2023 года «Грин-Бэй Пэкерс» получили выбор третьего (91-й) раунда драфта 2024 года от «Баффало», отдав корнербека Расула Дугласа и выбор пятого (160-й) раунда драфта 2024 года[32].
24. ↑  11 марта 2024 года «Тампа-Бэй Бакканирс» получили выбор третьего (92-й) раунда драфта 2024 года от «Детройта», отдав корнербека Карлтона Дэвиса, выбор шестого (201-й) раунда драфта 2024 года и выбор шестого раунда драфта 2025 года[33].
25. ↑  15 марта 2024 года «Питтсбург Стилерз» получили выбор третьего (98-й) раунда драфта 2024 года и два выбора седьмого раунда 2025 года от «Филадельфии», отдав квотербека Кенни Пикетта и выбор четвёртого (120-й) раунда драфта 2024 года[34].
26. ↑  Выбор получен в связи с назначением координатора защиты команды Рахима Морриса на должность главного тренера клуба «Атланта Фэлконс»[35].
27. ↑  Выбор получен в связи с назначением директора по игровому персоналу Рана Картона на должность генерального менеджера клуба «Теннесси Тайтенс»[36].
28. ↑  12 ноября 2023 года «Вашингтон Коммандерс» получили выбор третьего (100-й) раунда драфта 2024 года от «Сан-Франциско», отдав ди-энда Чейза Янга[37].
29. 1 2 3  27 апреля 2024 года «Денвер Бронкос» получили выборы четвёртого (102-й) и седьмого (235-й) раундов драфта 2024 года от «Сиэтла», отдав выборы четвёртого (121-й), пятого (136-й) и шестого (207-й) раундов драфта 2024 года[38].
30. ↑  27 апреля 2024 года «Грин-Бэй Пэкерс» получили выбор четвёртого (111-й) раунда драфта 2024 года от «Нью-Йорк Джетс», отдав выборы четвёртого (126-й) и шестого (190-й) раундов драфта 2024 года[39].
31. 1 2  14 марта 2024 года «Балтимор Рэйвенс» получили выборы четвёртого (113-й) и шестого (218-й) раундов драфта 2024 года от «Нью-Йорк Джетс», отдав выбор четвёртого (134-й) раунда драфта 2024 года и тэкла нападения Моргана Мозеса[40].
32. ↑  29 апреля 2023 года «Джэксонвилл Джагуарс» получили выбор седьмого (227-й) раунда драфта 2023 года и выбор четвёртого (116-й) раунда драфта 2024 года от «Нью-Орлеана», отдав выбор четвёртого (127-й) раунда драфта 2023 года[41].
33. ↑  27 апреля 2024 года «Майами Долфинс» получили выбор четвёртого (120-й) раунда драфта 2024 года от «Филадельфии», отдав выбор третьего раунда драфта 2025 года[42].
34. ↑  27 апреля 2023 года «Чикаго Беарс» получили выбор первого (10-й) раунда драфта 2023 года и выбор четвёртого (122-й) раунда драфта 2024 года от «Филадельфии», отдав выбор первого (9-й) раунда драфта 2023 года[43].
35. 1 2  27 апреля 2024 года «Хьюстон Тексанс» получили выбор четвёртого (123-й) раунда драфта 2024 года от «Филадельфии», отдав выбор четвёртого (127-й) раунда драфта 2024 года и выбор пятого раунда драфта 2025 года[44].
36. ↑  26 августа 2023 года «Сан-Франциско Форти Найнерс» получили выбор четвёртого (124-й) раунда драфта 2024 года от «Далласа», отдав квотербека Трея Лэнса[45].
37. ↑  27 апреля 2024 года «Детройт Лайонс» получили выбор четвёртого (126-й) раунда драфта 2024 года от «Нью-Йорк Джетс», отдав выбор третьего раунда драфта 2025 года[46].
38. 1 2 3  27 апреля 2024 года «Сан-Франциско Форти Найнерс» получили выбор четвёртого (129-й) раунда драфта 2024 года от «Нью-Йорк Джетс», отдав выборы пятого (173-й и 176-й) раундов драфта 2024 года[47].
39. ↑  27 апреля 2024 года «Детройт Лайонс» получили выборы четвёртого (132-й) и шестого (210-й) раундов драфта 2024 года от «Филадельфии», отдав выборы пятого (164-й) и шестого (201-й) раундов драфта 2024 года, и выбор четвёртого раунда драфта 2025 года[48].
40. ↑  27 апреля 2024 года «Чикаго Беарс» получили выбор пятого (144-й) раунда драфта 2024 года от «Баффало», отдав выбор четвёртого раунда драфта 2025 года[50].
41. ↑  1 ноября 2022 года «Денвер Бронкос» получили выбор пятого (145-й) раунда драфта 2024 года и ди-энда Джейкоба Мартина от «Нью-Йорк Джетс», отдав выбор четвёртого (113-й) раунда драфта 2024 года[51].
42. ↑  24 октября 2023 года «Теннесси Тайтенс» получили выборы пятого (146-й) и шестого (182-й) раундов драфта 2024 года и сэйфти Террелла Эдмундса от «Филадельфии», отдав сэйфти Кевина Байарда[52].
43. 1 2  27 апреля 2024 года «Филадельфия Иглз» получили выбор пятого (155-й) раунда драфта 2024 года от «Индианаполиса», отдав выборы пятого (164-й) и шестого (201-й) раундов драфта 2024 года[53].
44. ↑  24 августа 2023 года «Кливленд Браунс» получили выбор пятого (156-й) раунда драфта 2024 года от «Аризоны», отдав выбор шестого (230-й) раунда драфта 2024 года и квотербека Джошуа Доббса[54].
45. ↑  29 апреля 2023 года «Канзас-Сити Чифс» получили выбор пятого (159-й) раунда драфта 2024 года от «Далласа», отдав выбор шестого (178-й) раунда драфта 2023 года[55].
46. ↑  24 августа 2023 года «Аризона Кардиналс» получили выбор пятого (162-й) раунда драфта 2024 года от «Хьюстона», отдав выбор седьмого (224-й) раунда драфта 2024 года и тэкла нападения Джоша Джонса[56].
47. 1 2  27 апреля 2024 года «Грин-Бэй Пэкерс» получили выбор пятого (163-й) раунда драфта 2024 года от «Баффало», отдав выборы пятого (168-й) и шестого (219-й) раундов драфта 2024 года[57].
48. ↑  11 марта 2024 года «Нью-Йорк Джаейнтс» получили выбор пятого (166-й) раунда драфта 2024 года и лайнбекера Брайана Бернса от «Каролины», отдав выборы второго (39-й) и пятого (141-й) раундов драфта 2024 года, и выбор пятого раунда драфта 2025 года[58].
49. ↑  27 апреля 2024 года «Нью-Йорк Джетс» получили выбор пятого (171-й) раунда драфта 2024 года от «Филадельфии», отдав выборы шестого (185-й и 190-й) раунда драфта 2024 года[59].